# Erg (dune)

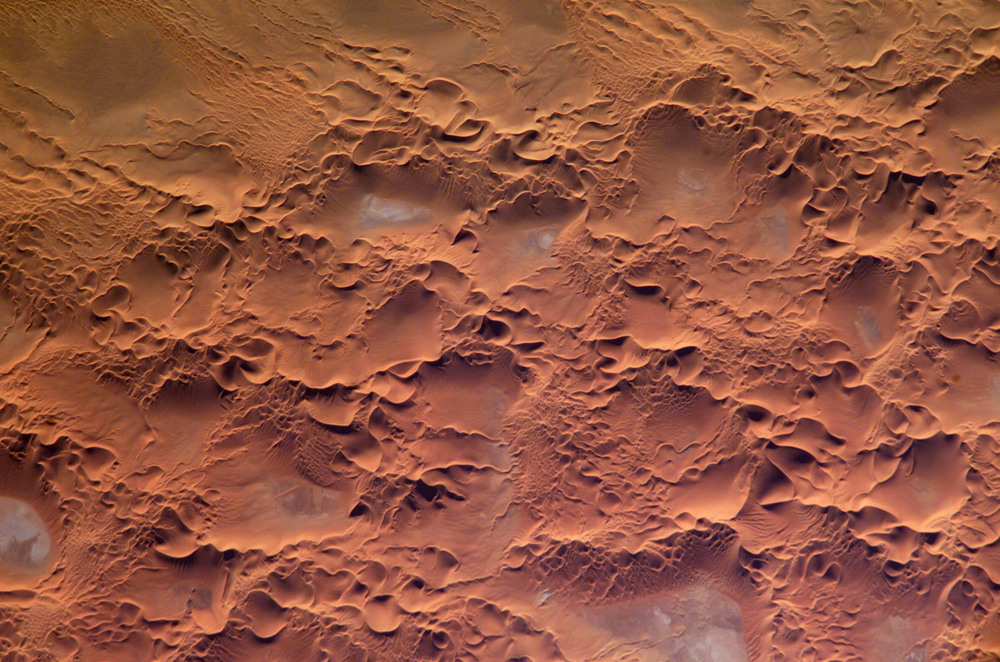
Erg Issaouane (Algeria)

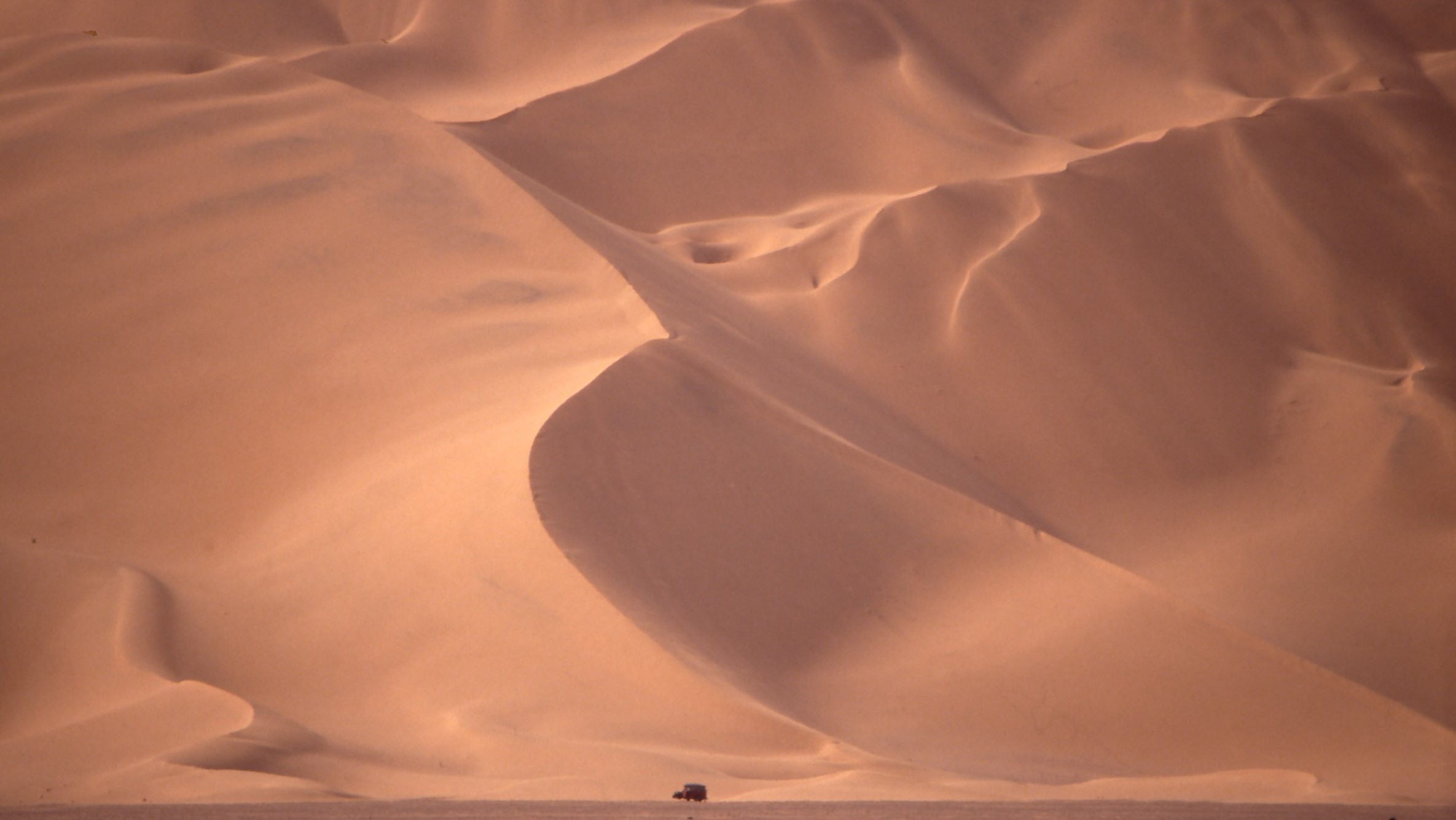
Vehicul în faţa unei mari dune din Marele Erg Occidental.

Erg (din arabă: عِرْق `irq) este termenul folosit pentru a desemna suprafețele deșertice vaste, acoperite cu dune, caracteristice Saharei. Este un deșert de dune, mai precis câmpuri de dune fixe, care sunt remodelate, fără încetare, de nisipul superficial mânat de vânt.

## Terminologie
Dacă termenul „erg” a fost adoptat în limbajul geografic internațional, există și alți termeni care sunt folosiți: în Sahara, tuaregii folosesc cuvântul edeyen, libienii vorbesc de ramla; în Arabia și în Asia Centrală, populațiile locale desemnează respectivele noțiuni cu vocabulele nefud și kum (de exemplu Karakum: „Nisipul Negru”, Kizîl Kum: „Nisipul Roșu”).

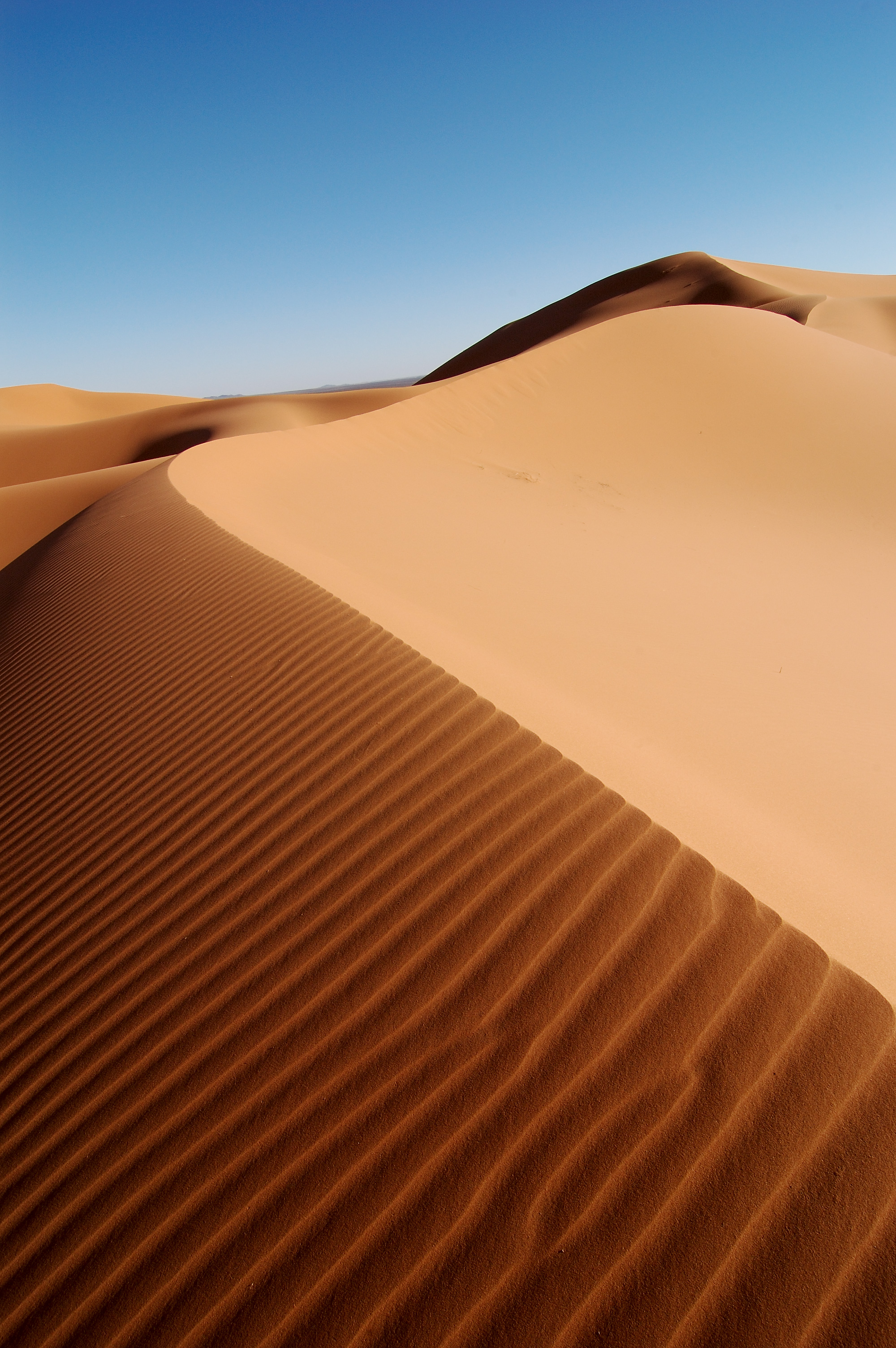
Dune dintr-un erg în Maroc.

## Formare
Ergurile ocupă circa 20% din suprafața Saharei. Unele au început să se formeze în cursul Pleistocenului. Cea mai mare parte se formează în cuvete prin acumulări de resturi transportate prin ueduri. În caz de ploaie, ele pot să acumuleze rezerve de apă și să formeze zone de pășunat.

## Exemple de erguri
Se pot cita Marele Erg Occidental, Marele Erg Oriental, Ergul Iguidi sau Ergul Chech, care ocupă suprafețe considerabile în Algeria și ergul din Ténéré în Niger.

## Patrimoniu protejat
Ergul namibian a intrat în Patrimoniul Mondial al UNESCO de la data de 21 iunie 2013.